# Veit Etzold

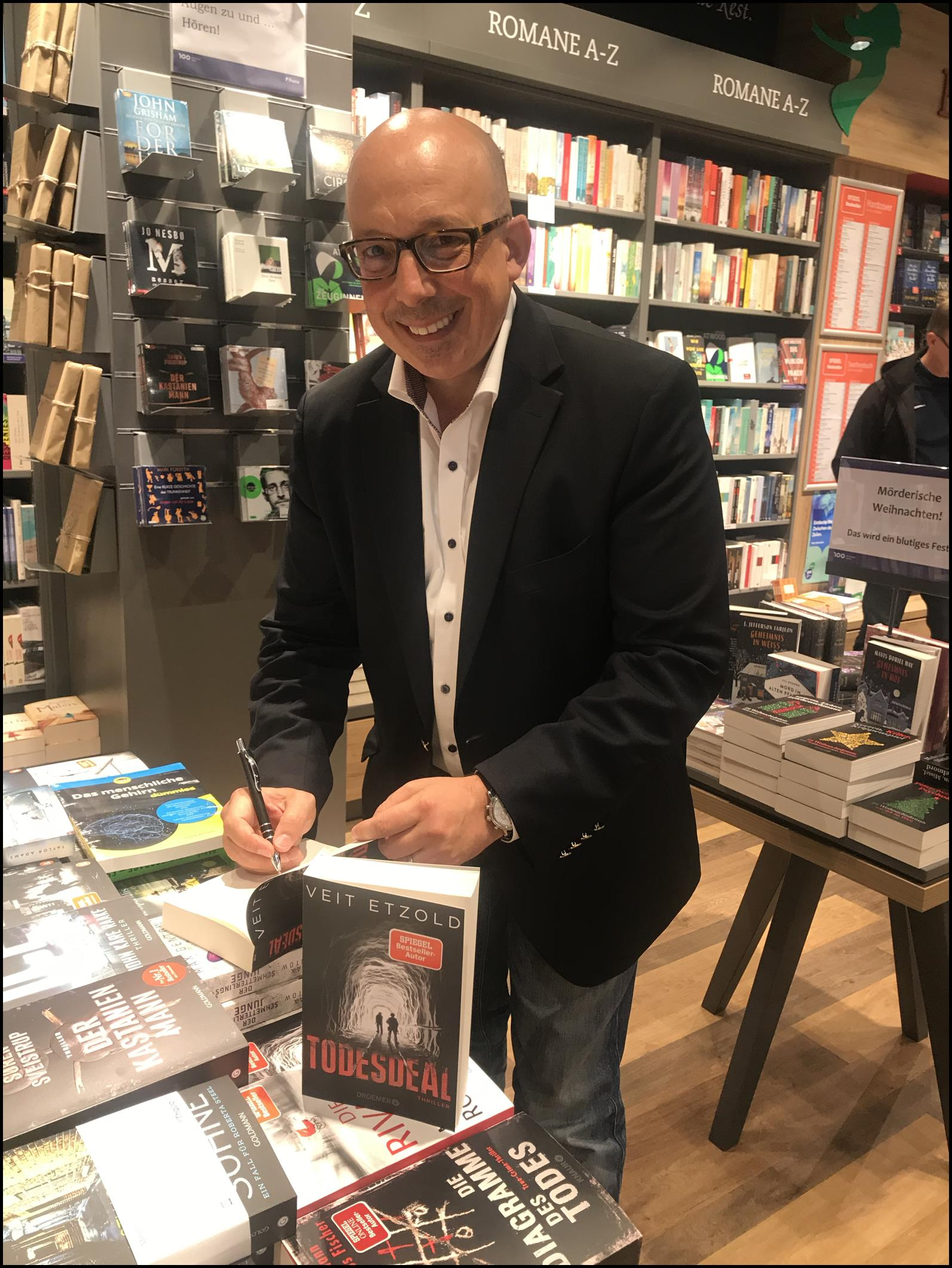
Veit Etzold

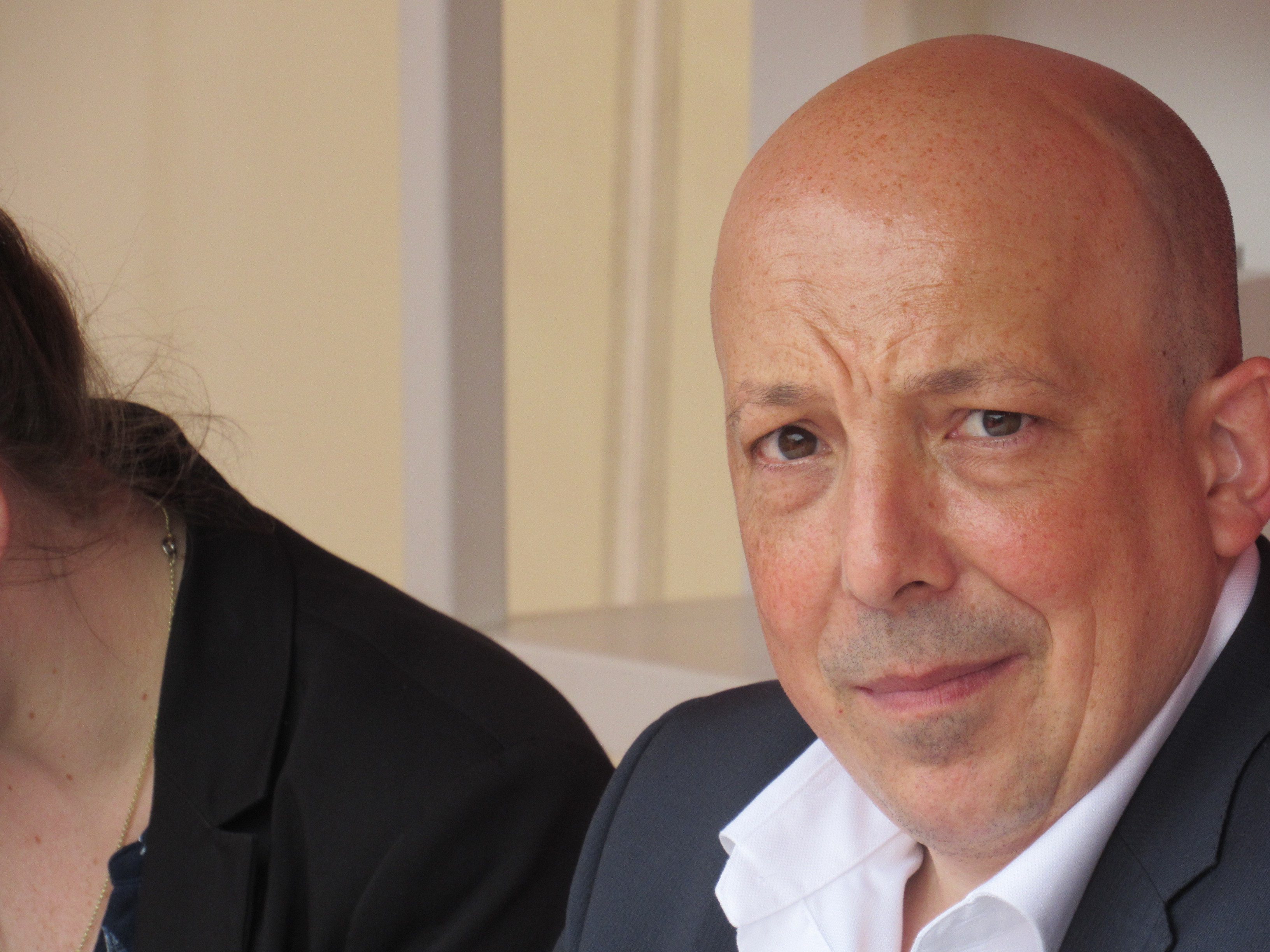
Veit Etzold auf der Frankfurter Buchmesse 2017.

Veit Etzold (* 6. Juli 1973 in Bremen) ist ein deutscher Schriftsteller, der u. a. durch seinen Bestseller Final Cut bekannt wurde. Zudem ist er als Hochschullehrer für Marketing tätig.

## Leben
Etzold wurde 1973 in Bremen geboren. Nach einer Berufsausbildung studierte er Anglistik, Kunstgeschichte, Medienwissenschaften und General Management in Oldenburg, London und Barcelona. Im Jahr 2005 promovierte er in Medienwissenschaften zum Kinofilm Matrix. Seine Dissertation "Matrix. Die Ambivalenz des Realen" wurde 2006 vom Ersten Deutschen Fantasy Club verlegt.
Neben belletristischen Büchern verfasst Etzold auch Sachbücher. So beschreibt sein Werk Der weiße Hai im Weltraum die Bedeutung und Möglichkeiten von Storytelling bzw. emotionalen Botschaften im Management und zugleich den Bedeutungsverlust von Fakten in der Informationsgesellschaft. Es wurde Jahr 2013 Karrierebuch des Jahres im Hamburger Abendblatt
Sein Buch Strategie: Planen – Erklären – Umsetzen aus dem Jahr 2018 wurde von der Berliner Morgenpost als "Ungewöhnlich und inspirierend" charakterisiert. Für die BILD-Zeitung formulierte er zur Veröffentlichung des Buches sieben goldene Strategie-Regeln, für andere Medien z. B. spezielle Karrierestrategien für Frauen.
Etzold ist Professor der Hochschule Aalen für die Lehrgebiete "Marketing und Positionierung", "Strategie, Marketingstrategie und Marktforschung", "Vertrieb", "Corporate Storytelling und Neuromarketing".
Seit 2013 ist er mit Saskia Etzold verheiratet, einer Fachärztin für Rechtsmedizin an der Charité und lebt in Berlin.

## Buchreihe „Clara Vidalis“
Im Jahr 2012 begann Etzold mit Final Cut eine Buchreihe um die fiktive Berliner Ermittlerin Clara Vidalis. Die Hauptkommissarin ist beim Landeskriminalamt Berlin (LKA Berlin) in der Pathopsychologie für schwierige Fälle zuständig und die Protagonist der insgesamt acht Thriller. Die ersten vier Bücher (2012 bis 2015) erschienen im Verlag Bastei Lübbe, die vier darauffolgenden Bücher (2017 bis 2021) bei Droemer Knaur.

## Veröffentlichungen

### Belletristik
- Das große Tier: Thriller. Kiepenheuer & Witsch, Köln 2010, ISBN 978-3-462-04214-6.
- Todesdeal: Thriller. Droemer, München 2015, ISBN 978-3-426-30434-1.
- Skin: Thriller. Bastei Lübbe, Köln 2016, ISBN 978-3-404-17375-4.
- Dark Web: Thriller. Droemer, München 2017, ISBN 978-3-426-30550-8.
- Staatsfeind. Droemer TB, München 2019, ISBN 978-3-426-30668-0.
- Final Control. Droemer TB, München 2020, ISBN 978-3-426-30709-0.
- Winter des Wahnsinns: Thriller. Knaur TB, München 2021, ISBN 978-3-426-52768-9.

#### Emilys-Spiel-Reihe
1. Spiel des Lebens. Egmont INK Verlag, Köln 2012, ISBN 978-3-86396-048-3.
2. Spiel der Angst. Egmont INK Verlag, Köln 2013, ISBN 978-3-86396-049-0.

#### Laura-Jacobs-Reihe
1. Die Filiale: Thriller. Droemer, München 2022, ISBN 978-3-426-30710-6.
2. Die Zentrale: Allein gegen das System. Droemer, München 2023, ISBN 978-3-426-30927-8.
3. Der Konzern: Allein gegen die Macht. Droemer, München 2023, ISBN 978-3-426-30934-6.

#### Clara-Vidalis-Reihe
1. Final Cut: Thriller. Bastei Lübbe, Köln 2012, ISBN 978-3-404-16687-9.
2. Seelenangst: Thriller. Bastei Lübbe, Köln 2013, ISBN 978-3-404-16844-6.
3. Todeswächter: Thriller. Bastei Lübbe, Köln 2014, ISBN 978-3-404-16991-7.
4. Der Totenzeichner: Thriller. Bastei Lübbe, Köln 2015, ISBN 978-3-404-17229-0.
5. Tränenbringer. Knaur TB, München 2017, ISBN 978-3-426-52069-7.
6. Schmerzmacher. Knaur TB, München 2018, ISBN 978-3-426-52112-0.
7. Blutgott. Knaur TB, München 2020, ISBN 978-3-426-52408-4.
8. Höllenkind. Knaur TB, München 2021, ISBN 978-3-426-52409-1.
9. Final Blood. Knaur TB, München 2024, ISBN 978-3-426-30935-3.

### Sachbücher (Auswahl)
- mit Michael Tsokos: Dem Tod auf der Spur: Dreizehn spektakuläre Fälle aus der Rechtsmedizin. Ullstein Verlag, Berlin 2009, ISBN 978-3-548-37347-8.
- „Der weiße Hai“ im Weltraum: Storytelling für Manager. Wiley-VCH Verlag, Weinheim 2013, ISBN 978-3-527-50746-7.
- Equity Storytelling: Think – Tell – Sell: Mit der richtigen Story den Unternehmenswert erhöhen. Springer Gabler, Wiesbaden 2014, ISBN 978-3-658-03888-5.
- Die Finanzkrise – Eine tragische Komödie. Wiley-VCH Verlag, Weinheim 2015, ISBN 978-3-527-50816-7.
- Strategie: Planen – erklären – umsetzen. GABAL Verlag, Offenbach, ISBN 978-3-86936-823-8.
- Effective Change Communication. GABAL Verlag, Offenbach 2021, ISBN 978-3-96739-058-2.

(Quelle:)